# Marco Antonio Barrera
Pour les articles homonymes, voir Barrera.
Marco Antonio Barrera est un boxeur mexicain né le 17 janvier 1974 à Mexico.

## Carrière
Il a remporté au cours de sa carrière professionnelle le titre de champion du monde dans 3 catégories différentes: en super coqs (3 fois entre 1995 à 2001), en poids plumes (le 2 juin 2002) et en super plumes (entre 2004 et 2007).
Barrera est le seul boxeur à avoir battu Naseem Hamed, le 7 avril 2001 et le premier à battre son compatriote Erik Morales le 22 juin 2002.

## Distinction
- Marco Antonio Barrera est membre de l'International Boxing Hall of Fame depuis 2017.
- Deux de ses trois combats contre Morales ont été élus combat de l'année par Ring Magazine : le 1er en 2000 perdu par Barrera[3] et le 3e en 2004 gagné aux points[4].